# Хрестівка
Хрестíвка (до 2016 року — Кіровське) — місто в Україні, у Горлівському районі Донецької області. Адміністративний центр Хрестівської міської громади.
Розташоване на схилі балки Кленової з однойменною річкою біля розвинутих міст Донбасу: Шахтарськ та Єнакієве — близько 20  км; міста Горлівка і Харцизьк — за 40 км; місто Донецьк — за 80 км.
Чисельність населення в м. Хрестівці на 1.01.2003 р. становила 30,9 тис. осіб. Площа міста — 725 га.
З 2014 року перебувало під окупацією самопроголошеного маріонеткового утворення Донецька Народна Республіка, визнаного Україною терористичною організацією, яке було анексоване Росією у 2022 році.

## Історія
Хрестівка — колишнє німецьке поселення, одразу мало три назви: німці називали свій хутір Ман-Гейм, в документах було написано Давидо-Орлівка, чумаки які проїжджали повз німецьке поселення, називали його Хрестівкою. Можливо, тому, що біля дороги на кладовище стояв великий дерев'яний хрест, один кінець якого вказував чумакам дорогу на Бахмут, інший — на Таганрог. Старе кладовище знаходилося на місці спортивного поля школи № 1, тоді хрест стояв по вулиці Асфальтній, де поворот дороги на Жданівку.
Давидо-Орлівка, засновано у 1888 році, Олексієво-Орловська волость (Олексієво-Орловка) Таганрозького округу (див. Міуський округ), Області війська Донського, Російської імперії.
Ной-Мангайм/Neu-Mannheim (Давидо-Орлівка; також Орлівка, Давидівка, Хрестівка, Карл Лібкнехт/Karl Liebknecht), до 1917 — католицько-лютеранське село на власних землях області Війська Донського, Таганрозький округ, Олексіїво-Орловська волость.
У радянський період — Сталінська/Донецька область, Чистяківський (Олексієво-Орловський)/Єнакіївський (Орджонікідзевський/Риковський)/Іванівський район. Назване за прізвищем колишнього землевласника Орлова. Засновник з маріупольських колоній. Католицький прихід Єнакієве.
Землі 1880 десятин (1915; 40 подвір'їв). 
7 (20) листопада 1917 року, відповідно до Третього Універсалу Української Центральної Ради, увійшло до складу Української Народної Республіки.  
Колгосп ім. Блюхера, ім. Сталіна Школа. У вересні 1941 депортовані чоловіки від 16 до 60 років. Мешканці: 312 (1910), 303 (1915), 317 (1919), 395 (1923), 487/487 німці (1926).
У повоєнні роки населення зросло, а інфраструктура розширилася: з'явилися житлові мікрорайони, транспортне сполучення та промислові підприємства.
У 1954 році утворене селище будівництва Давидівської групи шахт Харцизького району, яке 14 вересня 1956 року отримало назву Кіровське на честь радянського партійного діяча Кірова Сергія Мироновича.
12 жовтня 1956 року хутір Хрестівка Олексієво-Орлівської селищної ради приєднаний до селища міського типу Кіровського.
29 серпня 1958 року смт Кіровське віднесено до категорії міст обласного підпорядкування.
З 2002 року місто працює у Програмі партнерства громад фундації «Україна -США». 15 липня 2003 року — місто відвідала делегація із США: Дон Коутс — виконавчий директор корпорації «Eastem Polk Regional Development» (графство Полк, штат Айова). Бред Бант — директор центру розвитку бізнесу (м. Люнгв'юв, штат Техас).Кочуєв В. І. — директор Східноукраїнського регіонального центру «Програма партнерства навчання регіонів», фундації «Україна-США».
28 квітня 2006 року — підписано договір між м. Глейдвотер штат Техас та м. Кіровське Донецької області щодо налагодження відносин між міста-побратими.3 вересня підписано угоду про співдружність та соціальне партнерство між містами Докучаєвськ, Кіровське, Вугледар та Жданівка. Підписано договір про партнерство між Програмою розвитку ООН та Кіровською міською радою. Того ж року Кіровська міська рада стала переможцем Всеукраїнського конкурсу проектів та програм розвитку місцевого самоврядування з проєктом «Електронна картка міста Кіровське».
У 2008 році кіровчанину Гречушкіну Валерію Вікторовичу, начальнику дільниці № 2 по видобутку вугілля ВАТ шахти «Комсомолець Донбасу» надано звання «Герой України». 2 жовтня місто відвідала офіційна делегація Швейцарського бюро співробітництва в Україні, яка працює спільно з Програмою розвитку ООН. 22 листопада — відкриття пам'ятного знаку «Жертвам політичних репресій та голоду 1932—1933 р.р. в Україні».
9 липня 2009 року візит керівників Програми розвитку ООН: Ерджан Мурат, уповноважений керівник офісу Програми розвитку ООН в Україні. Ірина Скалій, менеджер проекту Програми розвитку ООН «Муніципальна програма управління та сталого розвитку». Джейсінгх Сах, міжнародний менеджер проєкту Програми розвитку ООН «Місцевий розвиток, орієнтований на громаду».

### Російсько-українська війна
14 вересня 2014 місто опинилося під контролем проросійської терористичної організації «Донецька народна республіка» і частин окупаційної російської армії. Місто стало однією з гарячих точок війни.
25 серпня 2014 року в результаті артилерійського обстрілу терористами у храм святого праведного Іоанна Кронштадтського потрапив снаряд, загинули три людини.
14 листопада 2014-го одна людина загинула та двоє поранено в результаті артилерійського обстрілу терористами шахти «Комсомолець Донбасу» Хрестівки. На помповій станції, що відкачує метан, почалася пожежа.
У серпні-вересні 2014 року внаслідок обстрілів загинуло майже 50 мешканців.

12 травня 2016 року Верховна Рада України постановила повернути місту історичну назву Хрестівка, постанова набрала чинності 22 травня 2016 року.
До початку повномасштабного вторгнення Росії місто Хрестівка перебувало під російською окупацією. У середині лютого, готуючись до відновлення активних бойових дій, окупаційні війська РФ вдаються до провокацій, під приводом яких у Хрестівці та на захоплених територіях Донеччини й Луганщини оголошують незаконну примусову «мобілізацію» місцевого населення до лав підконтрольних Росії збройних терористичних формувань.

## Населення

### Чисельність
| 1959     | 1970     | 1979     | 1989     | 2001     |
| -------- | -------- | -------- | -------- | -------- |
| 16 314   | ▲ 17 364 | ▲ 20 376 | ▲ 32 552 | ▼ 30 910 |
| 2003     | 2004     | 2005     | 2006     | 2007     |
| ▼ 30 428 | ▼ 30 029 | ▼ 29 742 | ▼ 29 367 | ▼ 29 205 |
| 2008     | 2009     | 2010     | 2011     | 2012     |
| ▼ 29 066 | ▼ 28 939 | ▼ 28 690 | ▼ 28 550 | ▬ 28 470 |
| 2013     | 2014     |          |          |          |
| ▼ 28 291 | ▼ 28 155 |          |          |          |

### Національний склад
Національний склад населення за переписом 2001 року:
|               | чисельність | частка, % |
| українці      | 16 829      | 54,2      |
| росіяни       | 12 900      | 41,6      |
| білоруси      | 450         | 1,4       |
| азербайджанці | 154         | 0,5       |
| татари        | 131         | 0,4       |

### Мова
Розподіл населення за рідною мовою за даними перепису 2001 року:
| Мова            | Кількість | Відсоток |
| --------------- | --------- | -------- |
| російська       | 25575     | 82.39 %  |
| українська      | 5246      | 16.90 %  |
| білоруська      | 48        | 0.15 %   |
| вірменська      | 17        | 0.06 %   |
| інші/не вказали | 155       | 0.50 %   |
| Усього          | 31041     | 100 %    |

За даними перепису 2001 року населення міста становило 31041 особу, із них 16,90 % зазначили рідною мову українську, 82,39 % — російську, 0,15 % — білоруську, 0,05 % — вірменську, 0,03 % — молдовську, 0,01 % — грецьку, польську та румунську, а також гагаузьку мову.

## Економіка

### Загальна характеристика
Дохід бюджету міста у 2004 році склав 7 604,4 тис. гривень, у тому числі одержав дотації з державного бюджету України на суму 1 049,6 тис. гривень.
Максимальна заробітна плата у місті на 2003 рік:
- Хрестівка — 153 долари.

### Промисловість
Хрестівка історично було тісно пов'язане з розвитком вугільної промисловості Донбасу.
Хрестівка є частиною вугільного басейну Донбасу, і хоча конкретні шахти в самому місті не зазначені, регіон загалом має значну вугільну інфраструктуру. Зокрема, у Хрестівському районі розташовані шахти, що входять до складу ДХК «Жовтеньвугілля», такі як шахта «Світанок», «Зуївська», «Іловайська» та інші. :
| Населені пункти: 1 — Веселе 2 — Відродження 3 — Комишатка 4 — Красний Луч 5 — Круглик 6 — Кумшацьке 7 — Малоорлівка 8 — Михайлівка 9 — Новоорлівка 10 — Нікішине 11 — Петропавлівка 12 — Польове 13 — Розсипне 14 — Славне 15 — Степне 16 — Стрюкове 17 — Стіжкове 18 — Сулинівка 19 — Тимофіївка 20 — Шевченко |

]]

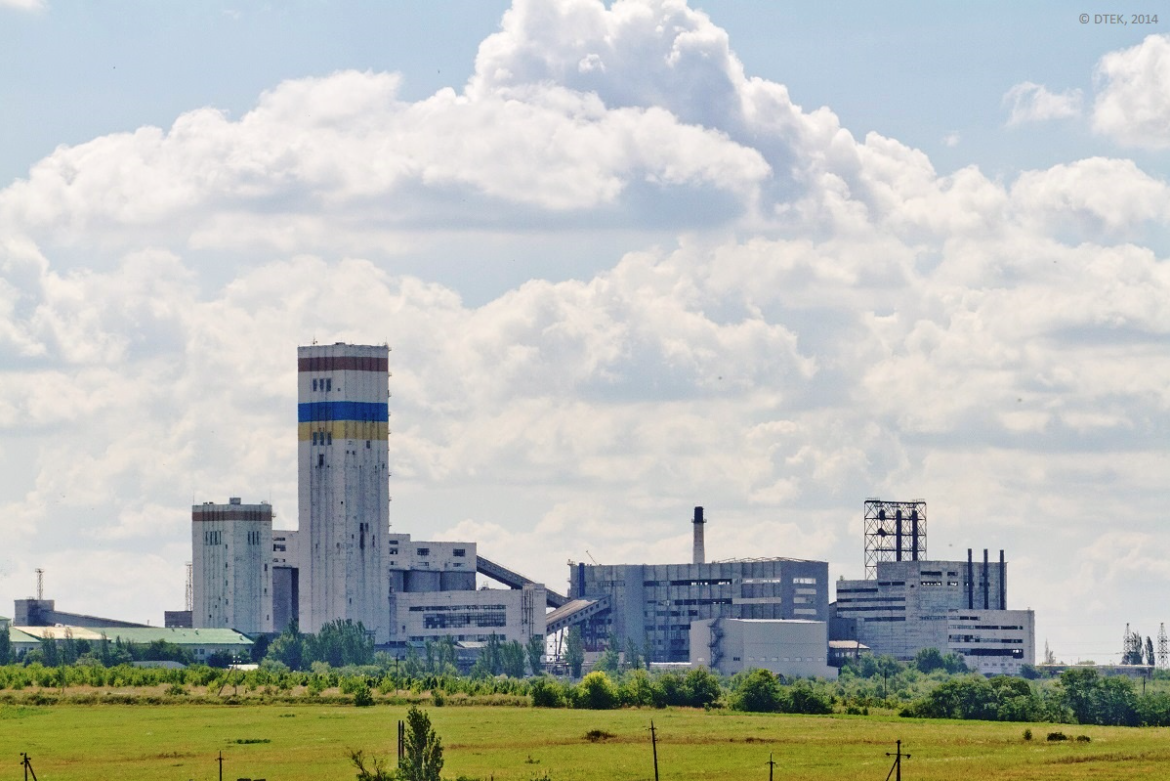
«Шахта Комсомолець Донбасу»

У Хрестівкі є значні поклади корисних копалин, як-от: дефіцитне коксівне вугілля, доломіт, ангідрит, гіпс.
Промисловість міста налічує понад 50 підприємств різних форм власності. Основні галузі — хімічна, вугільна, машинобудівна, харчова і переробна.[джерело?]
Кам'яновугільна промисловість:
- ДП «Шахта Комсомолець Донбасу» — стала до ладу у 1980 р. з проектною потужністю 2100 тис. т вугілля на рік. У 2003 р видобуто 2,3 млн т вугілля.[джерело?]

Машинобудівна промисловість:
- ТОВ «ДОНБАС-ВЕРТИКАЛЬ»[23]
- ТОВ «ЕКЕНЕРГОСНАБ»[24]

Легка промисловість:
- ТОВ «ЛОГОС»[25]

Харчова промисловість:
- Сільськогосподарський виробничий кооператив «Хрестівка» — займався виробництвом харчових продуктів, напоїв, обробленням деревини та іншими видами діяльності. Однак підприємство припинило свою діяльність.[26]

Інше:
- ЗАТ "Кіровське торгово-виробниче підприємство «ДОН»– роздрібна торгівля автомобілями. Підприємство припинило свою діяльність.[27]

Із загального числа зайнятих у народному господарстві близько 60 % працюють у промисловості.
У 2013 році обсяг промислового виробництва в місті Хрестівка становив 1,649 мільярда гривень. Це дані за 2014 рік, коли місто ще перебувало під контролем України до початку бойових дій у 2014 році.[джерело?]
Загалом, у 2013 році промисловість Донецької області зазнала значного спаду. Обсяг промислового виробництва знизився на 6,5 % порівняно з 2012 роком. Спад спостерігався в усіх основних галузях, за винятком виробництва харчових продуктів, напоїв та тютюнових виробів, де зафіксовано приріст на 1,8 %.
У 2005 році на шахті «Комсомолець Донбасу» розпочалися роботи з модернізації, спрямовані на підвищення безпеки, продуктивності та продовження терміну експлуатації шахти. Реконструкція включала оновлення вентиляційного обладнання, транспортних систем і систем видобутку. Це була одна з ключових шахт регіону, тож оновлення мало важливе економічне значення як для міста, так і для вугільної галузі Донеччини загалом.

## Культура

### Загальна характеристика
До сфери культури та мистецтва міста Хрестівка належать низка бюджетних та комунальних установ, що забезпечують культурне життя міста:
- 2 спеціалізовані мистецькі навчальні заклади;
- 2 бібліотеці (у місті працюють дві масові бібліотеки: міська бібліотека для дорослих та міська бібліотека для дітей;
- 1 будинок культури;
- 1 клубний заклад;
- парк культури та відпочинку «Перемога»;
- Народний фольклорний самодіяльний колектив «Веселка»;
- Студія естрадно-сучасного танцю «Дельсарт»;

У місті також діяли заклади культури при промислових підприємствах, зокрема при шахті «Комсомолець Донбасу», які забезпечували культурне дозвілля для працівників і жителів Хрестівки.

## Пам'ятки
У місті перебуває на обліку 3 пам'ятки історії:
| № пп | Охорон. номер | Найменування пам'ятки                                   | Місцезнаходження пам'ятки                          | Рік встановлення | Автор                                                | Рішення             |
| ---- | ------------- | ------------------------------------------------------- | -------------------------------------------------- | ---------------- | ---------------------------------------------------- | ------------------- |
| 1.   | 1781          | Пам'ятник Кірову С. М., радянському державному діячеві. | Кіровська м/р, м. Хрестівка, вул. Панфіловців, 35. | 1973 р.          | Скульптор: Мельничук Є. А. Архітектор: Корнєєв А. Д. | 12.02.1975 р. № 84  |
| 2.   | 654           | Могила Москальова Сергія Вікторовича, воїна-афганця.    | Кіровська м/р, м. Хрестівка, цвинтар.              | 1987 р.          | -                                                    | 14.07.1993 р. № 419 |
| 3.   | 648           | Братська могила радянських воїнів Південного фронту.    | м. Хрестівка, Жданівська м/р, смт Вільхівка.       | 1955 р.          | -                                                    | 17.12.1969 р. № 724 |

## Релігія
УПЦ
- Храм Святого Іоанна Кронштадтського Української Православної Церкви.[30]

ЄХБ
- Євангельських Християн-Баптистів «Церква Христа Спасителя».[31]

Православ'я
- Православна Парафія Свято-Успенського Храму Міста Хрестівка Горлівської Єпархії РПЦ.[32]

## Інфраструктура

### Загальна характеристика
Медичне забезпечення населення міста Хрестівка здійснюють кілька лікувально-профілактичних закладів. У місті діють міська лікарня, поліклініка, стоматологічний кабінет, а також станція швидкої медичної допомоги. Спеціалізовані медичні послуги надаються у суміжних населених пунктах через відсутність у місті вузькопрофільних диспансерів.

### Транспорт
У межах міста Хрестівка немає власних залізничних станцій, найближчі — у сусідніх містах регіону. Міський транспорт представлений автобусними маршрутами, основну частку яких забезпечують приватні перевізники. Автобуси курсують по головних напрямках міста та з'єднують Хрестівку з навколишніми населеними пунктами. Раніше у місті діяли маршрути трамваїв та тролейбусів, але згодом вони були скасовані через зміни в інфраструктурі та транспортній системі.

## Засоби масової інформації
- «Наші горизонти» — 12 березня 1999 року– розпочинає роботу редакція газети;
- «Хрестівський вісник» — міська газета, що висвітлює новини та події міста, виходить з 2005 року;
- «Шахта. Місто. Люди» — 6 червня 2013 року вийшов перший номер газети друкованого органу первинної профспілкової організації ПАТ «ДТЕК ШАХТА КОМСОМОЛЕЦЬ ДОНБАСУ»;
- «Новини міста» — 25 серпня 2013 року вийшов перший номер регіональної масової газети;

## Наука та освіта
- Хрестівська загальноосвітня школа І-ІІІ ступенів № 1;
- Хрестівська загальноосвітня школа І-ІІІ ступенів № 2;
- Хрестівська загальноосвітня школа І-ІІІ ступенів № 3;
- Вечірня (змінна) загальноосвітня школа;
- Дошкільний навчальний заклад № 7 «Оленка»;
- Дошкільний навчальний заклад № 8 «Ладушка»;
- Дошкільний навчальний заклад № 10 «Сонечко»;
- Дошкільний навчальний заклад № 16 «Білосніжка»;
- Дошкільний навчальний заклад № 17 «Казка»;
- Дошкільний навчальний заклад № 19 «Вишеньки»;
- Дошкільний навчальний заклад № 20 «Калинка»;
- Будинок дитячої та юнацької творчості;

Загальноосвітніми закладами міста представлені: 4 загальноосвітні школи I—III ступенів (у тому числі школа № 4), наразі не функціонує. Функціонує 7 дошкільних навчальних закладів, які забезпечують підготовку дітей дошкільного віку. Розвиток позашкільної освіти підтримується через роботу гуртків та секцій при школах. В місті діяв гірничий професійний ліцей, що готував фахівців для вугільної промисловості, однак навчальний заклад був ліквідований після великої пожежі, яка сталася ще до початку збройного конфлікту.

## Постаті
- Галагуз Антон (* 1986) — український паверліфтер. Чемпіон і рекордсмен України; чемпіон Європи.
- Український Дмитро Михайлович (1979—2018) — молодший сержант Збройних сил України, учасник російсько-української війни.
- Олександр Корбан — український художник графіті.  Його мурал у місті Маріуполь 2018 року із зображенням Мілани Абдурашитової, 3-річної дівчинки, яка пережила ракетний обстріл російської федерації,    був знищений у 2022 році під час російської окупації Маріуполя.
- Ателькін Сергій Валерійович — український футболіст. Тренер-селекціонер ФК «Шахтар».
- Апришко Євген Анатолійович — український футболіст, півзахисник аматорського клубу «Олімпія» (Савинці).